# Agrotis gypaetina
Agrotis gypaetina är en fjärilsart som beskrevs av Achille Guenée 1852. Agrotis gypaetina ingår i släktet Agrotis och familjen nattflyn. Inga underarter finns listade i Catalogue of Life.